# Gran Premio Industria e Artigianato 1998
Il Gran Premio Industria e Artigianato 1998, trentaduesima edizione della corsa e ventiduesima con questa denominazione, si svolse il 2 maggio su un percorso di 200 km, con partenza e arrivo a Larciano. Fu vinto dal lettone Romāns Vainšteins della Kross-Selle Italia davanti all'italiano Mario Manzoni e al suo connazionale Luca Mazzanti.

## Ordine d'arrivo (Top 10)
| Pos. | Corridore           | Squadra                      | Tempo    |
| ---- | ------------------- | ---------------------------- | -------- |
| 1    | Romāns Vainšteins   | Kross-Selle Italia           | 4h40'00" |
| 2    | Mario Manzoni       | Mobilvetta Design-Northwave  | s.t.     |
| 3    | Luca Mazzanti       | Cantina Tollo                | s.t.     |
| 4    | Aldo Zanetti        | Scrigno-Gaerne               | s.t.     |
| 5    | Franco Ballerini    | Mapei-Bricobi                | s.t.     |
| 6    | Luca Gelfi          | Ros Mary-Amica Chips         | s.t.     |
| 7    | Riccardo Forconi    | Mercatone Uno-Bianchi        | s.t.     |
| 8    | Francesco Secchiari | Scrigno-Gaerne               | s.t.     |
| 9    | Stefano Faustini    | Vini Caldirola-Longoni Sport | s.t.     |
| 10   | Marco Della Vedova  | Brescialat-Liquigas          | s.t.     |